# Альберт (Канзас)
Альберт (англ. Albert) — місто (англ. city) в США, в окрузі Бартон штату Канзас. Населення — 132 особи (2020).

## Географія
Альберт розташований за координатами 38°27′14″ пн. ш. 99°0′40″ зх. д. / 38.45389° пн. ш. 99.01111° зх. д. (38.453971, -99.011052).  За даними Бюро перепису населення США в 2010 році місто мало площу 0,62 км², уся площа — суходіл.

## Демографія
Згідно з переписом 2010 року, у місті мешкало 175 осіб у 77 домогосподарствах у складі 58 родин. Густота населення становила 283 особи/км².  Було 84 помешкання (136/км²).
Расовий склад населення:
| - 96,6 % — білих - 0,6 % — корінних американців - 1,7 % — осіб інших рас |

До двох чи більше рас належало 1,1 %. Частка іспаномовних становила 4,6 % від усіх жителів.
За віковим діапазоном населення розподілялося таким чином: 21,1 % — особи молодші 18 років, 59,5 % — особи у віці 18—64 років, 19,4 % — особи у віці 65 років та старші. Медіана віку мешканця становила 46,8 року. На 100 осіб жіночої статі у місті припадало 86,2 чоловіків;  на 100 жінок у віці від 18 років та старших — 79,2 чоловіків також старших 18 років.
Середній дохід на одне домашнє господарство  становив 62 834 долари США (медіана — 56 250), а середній дохід на одну сім'ю — 71 984 долари (медіана — 59 219). За межею бідності перебувало 0,6 % осіб, у тому числі 0,0 % дітей у віці до 18 років та 2,0 % осіб у віці 65 років та старших.
Цивільне працевлаштоване населення становило 109 осіб. Основні галузі зайнятості: освіта, охорона здоров'я та соціальна допомога — 32,1 %, роздрібна торгівля — 17,4 %, сільське господарство, лісництво, риболовля — 15,6 %.